# Interstate 485
Pour les articles homonymes, voir Route 485.
L'Interstate 485 (I-485) est une autoroute auxiliaire de 66,68 miles (107,31 km) autour de Charlotte, en Caroline du Nord. En tant que boucle complète, elle est principalement indiquée avec les désignations "inner" et "outer", bien qu'à certains échangeurs importants, des indications additionnelles indiquent l'orientation géographique de la route. Toute la route se situe dans le comté de Mecklenburg.
Une route de ceinture autour de Charlotte a d'abord été proposée dans le milieu des années 1970. C'est en 1990 que la première section a ouvert. Le dernier segment de l'autoroute a été terminé en 2015.

## Description du tracé
L'I-485 parcourt 66,68 miles (107,31 km) autour de la ville de Charlotte. Les bornes de distance débutent et se terminent à l'échangeur de l'I-77 / US 21 près de Pineville. L'autoroute est partagée en quatre segments: Seddon "Rusty" Goode Freeway (sud-ouest); Craig Lawing Freeway (nord-ouest); H. Allen Tate, Jr. Highway (nord-est); Governor James G. Martin Freeway (sud-est).
Le segment sud-ouest longe l'aéroport international Charlotte-Douglas. L'autoroute continue vers l'I-85, marquant la limite entre les segments sud-ouest et nord-ouest. L'autoroute procédera d'abord vers le nord, puis vers l'est jusqu'à l'échangeur avec l'I-77, qui marque la limite avec le segment nord-est. Le segment nord-est continue de se diriger vers l'est puis, tranquillement, bifurque vers le sud-est et le sud. Aux alentours de la NC 22, le changement s'opère vers le segment sud-est. Ce segment est le plus long des quatre. Il parcourt les villes de Mint Hill, Matthews et Pineville, de même que les quartiers de Charlotte de University City et Ballantyne.

## Liste des sorties
| Interstate 485 |              |       |        |        |                                                                           |                                                                                             |
| Comté          | Municipalité | mi    | km     | Sortie | Intersections / Destinations                                              | Notes                                                                                       |
| Mecklenburg    | Charlotte    | 1,60  | 2,60   | 1      | NC 49 (en) (South Tyson Street)                                           |                                                                                             |
| Mecklenburg    | Charlotte    | 3,00  | 4,80   | 3      | Arrowood Road                                                             |                                                                                             |
| Mecklenburg    | Charlotte    | 4,40  | 7,10   | 4      | NC 160 (en) (Steele Creek Road) – Fort Mill                               |                                                                                             |
| Mecklenburg    |              | 6,00  | 9,70   | 6      | West Boulevard                                                            |                                                                                             |
| Mecklenburg    |              | 9,40  | 15,10  | 9      | US 29 / US 74 (Wilkinson Boulevard) – Aéroport international de Charlotte | Sortie 10 en direction sud                                                                  |
| Mecklenburg    |              | 10,00 | 16,10  | 10     | I-85 – Greensboro, Spartanburg                                            | Indiqué sortie 10A (nord) et 10B (sud); sortie 30A-B de l'I-85                              |
| Mecklenburg    | Charlotte    | 11,80 | 19,00  | 12     | Moores Chapel Road                                                        |                                                                                             |
| Mecklenburg    | Charlotte    | 13,00 | 20,90  | 14     | NC 27 (en) (Mount Holly Road)                                             |                                                                                             |
| Mecklenburg    | Charlotte    | 15,40 | 24,80  | 16     | NC 16 (en) (Brookshire Boulevard) – Newton                                |                                                                                             |
| Mecklenburg    | Charlotte    | 17,20 | 27,70  | 18     | Oakdale Road                                                              |                                                                                             |
| Mecklenburg    | Charlotte    | 20,30 | 32,70  | 21     | NC 24 (en) est (Harris Boulevard)                                         |                                                                                             |
| Mecklenburg    | Huntersville | 22,00 | 35,40  | 23     | I-77 – Charlotte, Statesville                                             | Indiqué sortie 23A (sud) et 23B (nord) en sens anti-horaire; sortie 19A-B de l'I‑77         |
| Mecklenburg    | Huntersville | 23,00 | 37,00  | 23C    | NC 115 (en) (Old Statesville Road)                                        |                                                                                             |
| Mecklenburg    | Charlotte    | 25,40 | 40,90  | 26     | Prosperity Ridge Road / Prosperity Church Road / Benfield Road            |                                                                                             |
| Mecklenburg    | Charlotte    | 27,50 | 44,30  | 28     | Mallard Creek Road                                                        |                                                                                             |
| Mecklenburg    | Charlotte    | 28,40 | 45,70  | 30     | I-85 – Greensboro, Charlotte                                              | Sortie 48 de l'I-85                                                                         |
| Mecklenburg    | Charlotte    | 30,60 | 49,20  | 32     | US 29 (North Tyron Street) – Charlotte, Concord                           |                                                                                             |
| Mecklenburg    | Charlotte    | 32,20 | 51,80  | 33     | NC 49 (en) (University City Boulevard) – Harrisburg                       |                                                                                             |
| Mecklenburg    |              | 34,70 | 55,80  | 36     | Rocky River Road                                                          |                                                                                             |
| Mecklenburg    |              | 37,50 | 60,40  | 39     | Harrisburg Road                                                           |                                                                                             |
| Mecklenburg    | Mint Hill    | 38,40 | 61,80  | 41     | NC 24 (en) / NC 27 (en) (Albemarle Road) – Albemarle                      |                                                                                             |
| Mecklenburg    | Mint Hill    | 40,40 | 65,00  | 43     | NC 51 (en) (Blair Road) – Mint Hill                                       |                                                                                             |
| Mecklenburg    | Mint Hill    | 42,20 | 67,90  | 44     | NC 218 (en) (Fairview Road) – Mint Hill                                   |                                                                                             |
| Mecklenburg    | Mint Hill    | 44,10 | 71,00  | 47     | Lawyers Road                                                              |                                                                                             |
| Mecklenburg    | Matthews     | 46,30 | 74,50  | 49     | Idlewild Road                                                             |                                                                                             |
| Mecklenburg    | Matthews     | 47,10 | 75,80  | 51     | US 74 (Independence Boulevard) – Charlotte, Monroe                        | Indiqué sortie 51A (ouest) et 51B (est)                                                     |
| Mecklenburg    | Matthews     | 47,10 | 75,80  | —      | Voies express de l'I-485                                                  | Futur terminus horaire des voies express                                                    |
| Mecklenburg    | Matthews     | 50,40 | 81,10  | 52     | East John Street – Matthews, Stallings, Indian Trail                      |                                                                                             |
| Mecklenburg    | Matthews     |       |        | 53     | Weddington Road                                                           | Échangeur en constructiob                                                                   |
| Mecklenburg    | Charlotte    | 54,10 | 87,10  | 57     | NC 16 (en) (Providence Road) – Weddington                                 |                                                                                             |
| Mecklenburg    | Charlotte    | 56,20 | 90,40  | 59     | Rea Road                                                                  |                                                                                             |
| Mecklenburg    | Charlotte    | 59,40 | 95,60  | 61     | US 521 sud (Johnston Road)                                                | Indiqué sortie 61A (sud) et 61B (nord) en direction horaire                                 |
| Mecklenburg    | Charlotte    | 59,40 | 95,60  | —      | US 521 sud (Johnston Road)                                                | Futur échangeur; sortie en sens anti-horaire, entrée en sens horaire pour les voies express |
| Mecklenburg    | Pineville    | 61,40 | 98,80  | 64     | NC 51 (en) (Pineville-Matthews Road) – Pineville, Matthews                | Indiqué sortie 64A (nord) et 64B (sud)                                                      |
| Mecklenburg    | Pineville    | 64,20 | 103,30 | 65     | South Boulevard / North Polk Street – Pineville                           | Indiqué sortie 65A (sud) et 65B (nord) en direction anti-horaire                            |
| Mecklenburg    | Charlotte    |       |        | —      | Westinghouse Boulevard                                                    | Futur échangeur pour les voies express                                                      |
| Mecklenburg    | Charlotte    | 67,60 | 108,80 | —      | Voies express de l'I-485                                                  | Futur terminus anti-horaire des voies express                                               |
| Mecklenburg    | Charlotte    | 67,60 | 108,80 | 67     | I-77 / US 21 vers I-85 nord – Charlotte, Columbia                         | Sortie 1B de l'I-77                                                                         |
| - Non-ouvert   |              |       |        |        |                                                                           |                                                                                             |